# 微光暗視眼鏡 JGVS-V3
微光暗視眼鏡 JGVS-V3（びこうあんしがんきょう ジェイジーブイエスブイスリー）は、陸上自衛隊の装備。暗視装置の一つ。主に夜間や建築物や洞穴・トンネル内部で使用する。顔面に装着して使用する両眼型暗視装置である。

## 概要
微光暗視（スターライト・スコープ）方式とは星明りなどの弱い光が目標物に反射することによって発生する光を明るく増幅する方式であり、第二世代と呼ばれている。外観は1972年に開発され、ベトナム戦争で運用されたアメリカ軍のAN/PVS-5によく似ており、箱型の本体に二つの対物レンズが飛び出た形状をしている。

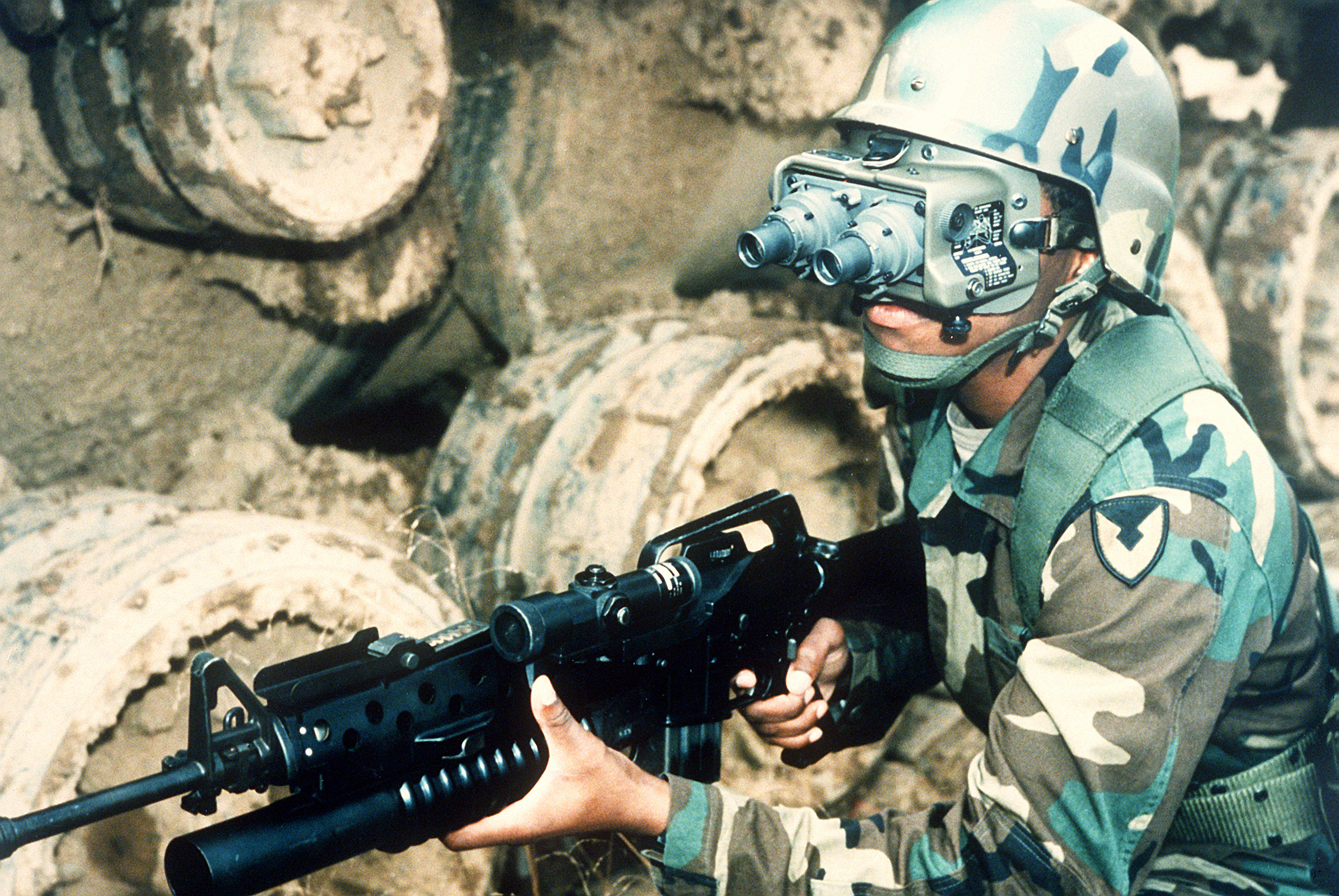
米軍のAN/PVS-5

偵察、歩哨などで目標物を監視したり射撃時に使用されるほか、単眼式と異なり遠近感がつかめることから、夜間において車両の運転手が使用する。また、アクティブモードを利用しての誰何やモールスあるいは簡易かつローカルな暗号を用いた信号通信にも使用することができる。レンズ部を回転させることで視度の調節ができ、幅を調節することもできる。乾電池で動作するため、専用のバッテリーを要さない。
欠点として、現用の眼暗視装置のAN/PVS-31等が500g以下の重量に対して900gもの重量があり、使用者の負担が大きい他、頭部に直接着用する関係上、着脱する際は88式鉄帽を一旦外さなければならない。
A、B、Cの3タイプがあるが、外見はほとんど変わらず用途についてはまったく変わらない。この記号はマイナーチェンジが行われたためその識別用に付けられたものであり、A<B<Cの順に高性能となる。

## 登場作品
『ガメラ2 レギオン襲来』
主人公の渡良瀬二佐を始めとする自衛官たちが、小型レギオンの襲撃を受けた地下鉄の状況を確認するために地下鉄構内で使用する。
『続・戦国自衛隊』
戦国時代にタイムスリップした自衛隊の装備の1つとして登場。伏見城攻略戦などで使用される。